# Vrijwillige Hulppolitie

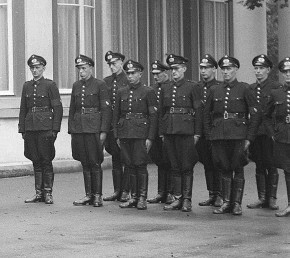
Leden van de Vrijwillige Hulppolitie Wassenaar (9 november 1943)

De Vrijwillige Hulppolitie werd in Nederland ingesteld door de Duitse bezetter in mei 1942 en stond onder bevel van de Ordnungspolizei. Leden van de Hulppolitie zouden een grote rol spelen bij het ophalen en afvoeren van joodse burgers. 
De Vrijwillige Hulppolitie bestond uit personen, die (art. 2 van de eerste verordening) ‘de nieuwe Europese orde voorstonden en bereid waren, deze naar beste vermogen te dienen’. In Amsterdam hebben 1047 personen gesolliciteerd voor een functie. Later zijn deze agenten overgegaan naar de Nederlandse Landwacht.